# Ælfgifu de Shaftesbury
Pour les articles homonymes, voir Ælfgifu.
Ælfgifu (morte en 944) est la première femme du roi d'Angleterre Edmond Ier et la mère des rois Eadwig et Edgar. Après sa mort, elle fait l'objet d'un culte centré sur sa sépulture, à l'abbaye de Shaftesbury dans le Dorset.

## Biographie
Ælfgifu est la fille d'une certaine Wynflæd (en). Il s'agit probablement de la Wynflæd dont le testament (S 1539) indique qu'elle était une propriétaire terrienne d'importance considérable dans le sud de l'Angleterre. Les chartes de l'abbaye de Shaftesbury mentionnent une moniale veuve qui porte le même nom.
Elle épouse le roi Edmond Ier à une date inconnue, mais nécessairement avant la naissance de leur fils aîné Eadwig, vers 940-941. Un second fils, Edgar, voit le jour vers 943. Ælfgifu ne semble jamais avoir été sacrée, et son statut à la cour semble avoir été réduit : la seule charte où elle apparaît (S 514) la qualifie de « concubina regis », « concubine du roi », et dans la liste des témoins, elle ne figure qu'après les évêques, loin derrière la reine-mère Eadgifu qui se trouve en troisième position, derrière le roi et son frère Eadred.
Ælfgifu meurt avant son mari, en 944. D'après le chroniqueur du XIIe siècle Guillaume de Malmesbury, sa mort fait suite à une longue maladie, mais il pourrait l'avoir confondue avec Æthelgifu, fille d'Alfred le Grand et fondatrice de l'abbaye de Shaftesbury. C'est dans ce monastère qu'Ælfgifu est inhumée et qu'elle commence à être vénérée comme une sainte peu après sa mort. Plusieurs textes témoignent de ce culte, dont la Chronique anglo-saxonne et des listes de sépultures de saints, avec une fête le 18 mai.